# Laird, Ontario
Laird är en kommun och ort i Kanada.   Den ligger i provinsen Ontario, i den sydöstra delen av landet, 600 km väster om huvudstaden Ottawa. Laird ligger 215 meter över havet och antalet invånare är 1 057.